# N'te rod
I matematik er den n'te rod af et tal x de tal r, som opløftet til potensen n giver x, hvor n er et positivt heltal
{\displaystyle r^{n}=x,}
eller
r = {\displaystyle {\sqrt[{n}]{x}}},
hvor n er graden af roden. En rod af anden grad kaldes kvadratroden, en rod af tredjegrad kaldes kubikrod. Rødder af højere grad er beskrevet ved hjælp af ordenstal, som i fjerde rod, tyvende rod, osv.
Eksempel:
- 2 er kvadratroden af fire, siden 22 = 4
- -2 er kvadratroden af fire, da (-2)2 = 4

Udtrykket {\displaystyle {\sqrt[{n}]{x}}} er opfundet af Michel Rolle.
Et reelt tal eller komplekst tal har n rødder af graden n. Mens rødderne af 0 ikke adskiller sig (alle er lig 0), er de n n'te rødder af ethvert reelt eller komplekst tal forskelligt fra 0 alle forskellige.
Man skelner følgende tilfælde for værdier af n og x:
- Hvis n er lige, og x er reel og positiv, er en af dens n'te rødder rødder positiv, en er negativ, og resten er enten ikke-eksisterende (i det tilfælde, hvor n = 2) eller komplekse. Den positive n'te rod kaldes den principale rod.
- Hvis n er lige, og x er reel og negativ, da er ingen af de n'te rødder er reelle.
- Hvis n er ulige, og x er reel, da er en n'te rod reel og har samme fortegn som x, mens de andre rødder er komplekse.
- Endelig, hvis x er ikke reel, så er ingen af dens n'te rødder er reelle.

Rødder skrives normalt ved hjælp af rodtegnet eller radix {\displaystyle {\sqrt {\,\,}}} eller {\displaystyle \surd {}}, med {\displaystyle {\sqrt {x}}\!\,} eller {\displaystyle \surd x} angives den principale kvadratrod, {\displaystyle {\sqrt[{3}]{x}}\!\,} angiver kubikroden, {\displaystyle {\sqrt[{4}]{x}}} angiver den principale fjerde rod, og så videre. I udtrykket {\displaystyle {\sqrt[{n}]{x}}}, n kaldes rodeksponent, {\displaystyle {\sqrt {\,\,}}} er rodtegnet eller  radix , og x kaldes  radikanden eller grundtallet. For reelle tal er rodtegnet en funktion, som entydigt bestemmer en værdi. Dette opnås ved at bruge den principale værdi når n er lige.
I infinitesimalregning behandles rødder som særlige tilfælde af potens, hvor eksponenten er en brøk:
{\displaystyle {\sqrt[{n}]{x}}\,=\,x^{\frac {1}{n}}}
Rødder er særligt vigtige i teorien om uendelige rækker; rodkriteriet kan bruges til at afgøre om en uendelig række med reelle ikke-negative led konvengerer og fastlægger konvergensradius i potensrækker. N'te rødder kan også defineres for komplekse tal, og de komplekse rødder for 1 (enhedsrod) spiller i vigtig rolle i højere matematik. Galois-teori kan bruges til bestemme, som algebraiske tal der kan udtrykkes hjælp rødder, og at bevise Abel-Ruffinis sætning, hvori det hedder at et generel polynomium af grad fem eller højere ikke kan løses ved hjælp af rødder alene; dette resultat er også kendt som "femtegradsligningens uløselighed".

## Algoritme til bestemmelse af n'te rod
For at beregne {\displaystyle {\sqrt[{n}]{A}}} kan følgende algoritme anvendes:
1. Lav et første gæt {\displaystyle x_{0}} (desto nærmere {\displaystyle {\sqrt[{n}]{A}}} desto hurtigere konvergerer algoritmen).
2. {\displaystyle x_{k+1}={\frac {1}{n}}\left[{(n-1)x_{k}+{\frac {A}{x_{k}^{n-1}}}}\right]}
3. Gentag trin 2, indtil den ønskede nøjagtighed er nået

### Udledning
Algoritmen kan udledes af Newton-Raphsons metoden.
{\displaystyle {\sqrt[{n}]{A}}=x\Leftrightarrow x^{n}-A=0}
Vi søger altså løsningen til
{\displaystyle f(x)=x^{n}-A=0\ }
Iterationsformelen bliver
{\displaystyle x_{k+1}=x_{k}-{\frac {f(x_{k})}{f'(x_{k})}}=x_{k}-{\frac {x_{k}^{n}-A}{n\cdot x_{k}^{n-1}}}={\frac {n\cdot x_{k}^{n}-(x_{k}^{n}-A)}{n\cdot x_{k}^{n-1}}}={\frac {1}{n}}\left[{(n-1)x_{k}+{\frac {A}{x_{k}^{n-1}}}}\right]}
Eksempel
Beregning af {\displaystyle {\sqrt[{3}]{25}}}
Løsningen ligger mellem 2 og 3, første gæt sættes til 2,5
{\displaystyle x_{1}=2,5}:
{\displaystyle x_{2}=3,00000000}:
{\displaystyle x_{3}=2,92592596};
{\displaystyle x_{4}=2,92401898}
Efter tre iterationer er nøjagtigheden bedre end 0,000001, da {\displaystyle {\sqrt[{3}]{25}}=2,924017738...}